# 데저트 인
데저트 인(Desert Inn)은 1950년 4월 24일부터 2000년 8월 28일까지 네바다주 패러다이스의 라스베이거스 스트립에서 영업했던 호텔이자 카지노이다. 건축가 휴 테일러가 건축하고 잭 레스맨이 인테리어를 디자인한 데저트 인은 라스베이거스 스트립에서 엘 란초 베이거스, 뉴 프론티어, 플라밍고, 엘 란초 호텔 앤드 카지노(당시 이름은 썬더버드였다) 다음으로 오픈한 다섯 번째 리조트였다. 데저트 인 로드와 샌즈 애비뉴 사이에 위치해 있었으며 앞글자를 따 D.I.라고 줄여 부르기도 하였다.

## 역사
처음에 데저트 인이 개업할 당시에는 300개의 객실과 호텔 리츠 파리의 셰프와 라스베이거스 스트립에서 가장 좋은 전망을 가지고 있던 스카이 룸(Sky Room)이라는 레스토랑이 갖추어져 있었다. 또한 220m2(66평)에 달하는 카지노는 당시 네바다주에서 가장 큰 규모의 카지노장이었다. 이 외에도 라스베이거스 호텔 중에서는 최초로 입구에 분수대가 있기도 하였다. 이후 1963년 이루어진 첫 번째 보수 공사로 9층짜리 세인트 앤드류스 타워가 완공되었으며, 1978년 14층의 오거스타 타워와 7층 규모의 윔블던 타워가 함께 완공되면서 데저트 인의 메인 타워가 되었다. 팜스 타워는 1997년 2억 달러 규모의 보수 공사와 확장을 하면서 같이 완공하였다. 하지만 2000년 스티브 윈이 2억 7000만 달러에 매입한 뒤 건물을 모두 철거하고 그곳에 새로운 호텔과 리조트, 카지노를 새로 지을 것이라고 결정했다. 데저트 인의 건물은 2004년에 철거되었으며, 현재 윈 라스베이거스와 앙코르 라스베이거스가 그 자리에 들어섰다.
데저트 인은 원래 1950년에 개장한 페인티드 데저트 룸이라 불리는 450석 규모의 공연장이 존재했다. 이후 크리스털 룸으로 명칭을 변경하였다. 가수 프랭크 시나트라는 1951년 9월 13일 데저트 인의 정규 연주자가 되면서 라스베이거스에서 데뷔하였다. 그리고 18홀 크기의 골프장이 포함되어 있어 1953년부터 1966년까지 PGA 투어 센트리 토너먼트를 개최하기도 하였다. 지금은 윈 리조트에 속해 있으며, 2019년에 재개장되었다.

## 공연

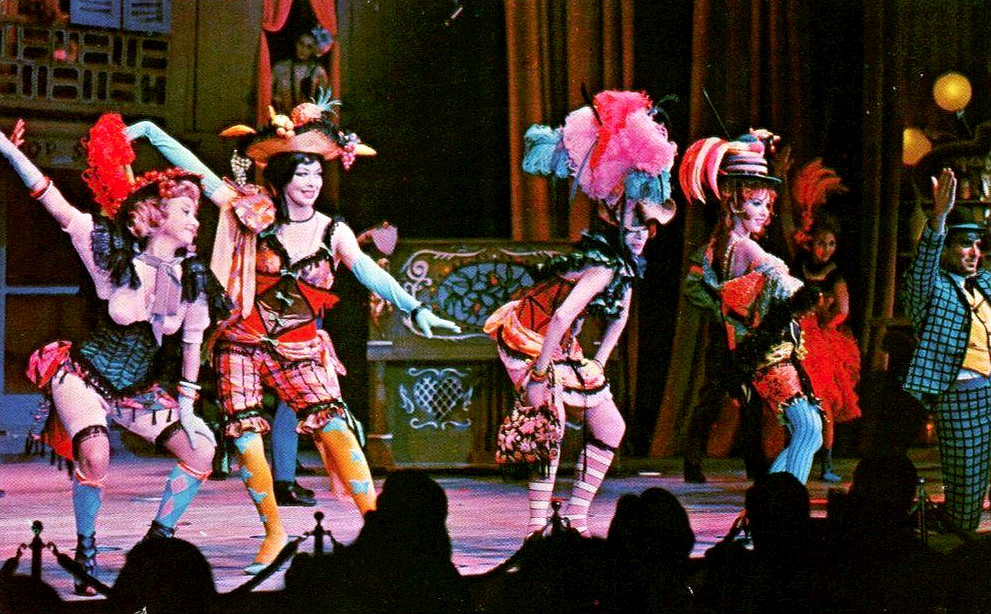
크리스탈 룸의 헬로우 아메리카 리뷰, 1967

20세기 후반의 거의 모든 주요 스타들이 데저트 인에서 공연했다. 프랭크 시나트라는 1951년 9월 13일 데저트 인에서 라스베이거스 데뷔를 했다. 그는 나중에 이렇게 말했습니다: "윌버 클락이 라스베이거스에서 첫 직장을 주었다. 1951년이었다. 6달러면 필레 미뇽 저녁 식사와 저를 얻을 수 있습니다". 노엘 카워드는 한 번 데저트 인에서 한 달 동안 공연했다. 1954년 데저트 인에서 공연한 후 베티 허튼은 은퇴를 선언했다. 1958년, 토니 마틴은 주당 25,000달러의 5년 계약을 맺고 라스베이거스에서 가장 높은 급여를 받는 연기자가 되었다. 1961년 공연에서 에디 피셔는 변장한 엘리자베스 테일러의 야유를 받았습니다, 이 해에는 디나 쇼어가 네 번째 공연을 위해 예약되었고 베니 굿맨과 로즈메리 클루니가 데저트 인에서 처음으로 베이거스 공연을 했다. 1979년 Jet지는 웨인 뉴턴이 데저트 인에서 "엔터테인먼트 아이돌의 왕"으로 "왕좌에 올랐다"고 언급했다. 그는 연간 1,000만 달러를 벌어 역대 최고액의 나이트클럽 공연자가 되었다. 수년에 걸쳐 유명한 "크리스탈 쇼룸"의 공연자에는 패티 페이지, 테드 루이스, Joe E. Lewis, 보비 대린, 지미 듀란트, 토니 베넷, 폴 앵카, 디온 워릭, Louise Mandrell.
루이스 프리마와 킬리 스미스는 1960년 도트 레코드 LP On Stage를 데저트 인에서 라이브로 녹음했다. 보비 다린의 유명한 라이브! 앨범 At the Desert Inn은 1971년 2월 호텔에서 녹음되었다. 1992년 데저트 인에서 프랭크 시나트라의 77번째 생일을 기념하는 일주일간의 행사가 열렸으며 나중에 1월에 시나트라, 라이자 미넬리, 폴 앙카, 셜리 맥클레인, 딘 마틴, 스티브 로렌스와 아이디 고름이 모두 최소 5주 동안 공연하는 데 동의하는 2년 계약에 서명했다고 발표되었다.

## 영화 및 텔레비전

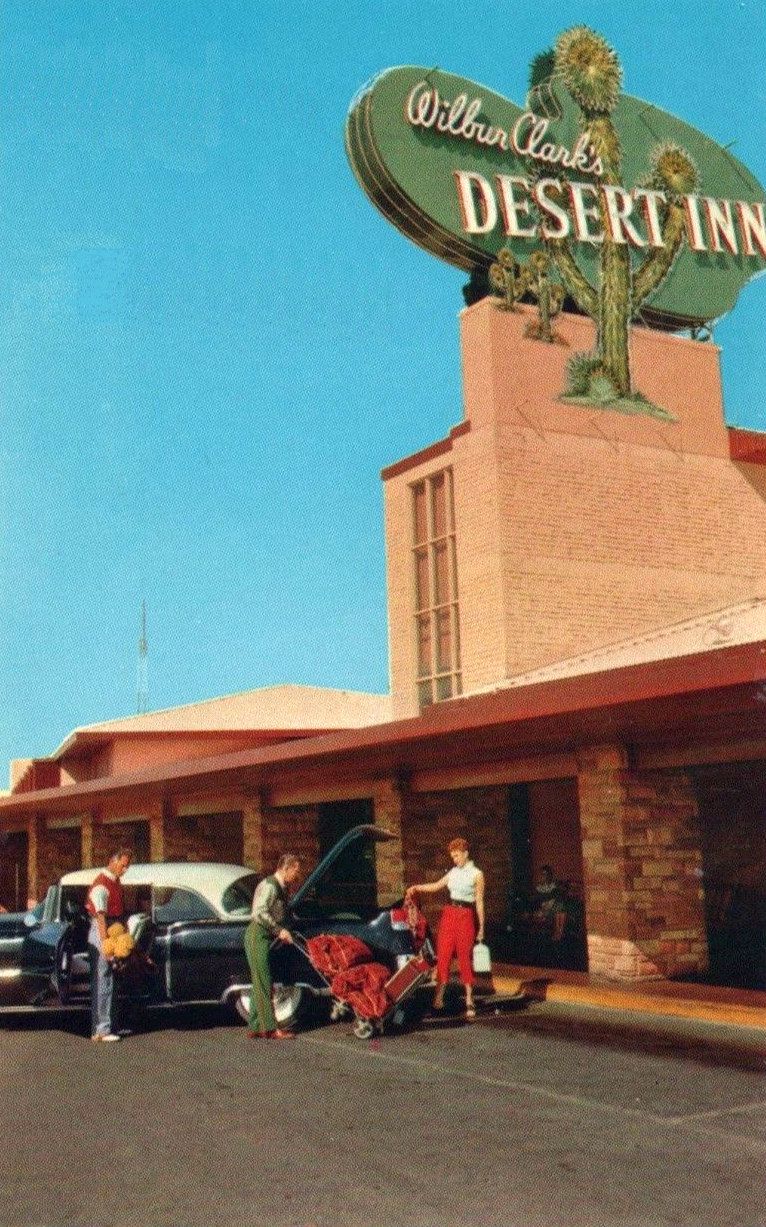
윌버 클락의 사막 여관의 클래식한 이미지, 1955년

오션스 일레븐의 일부는 데저트 인에서 촬영되었다. 이 영화는 프랭크 시나트라, 딘 마틴 등이 연기한 캐릭터들이 새해 전야에 강탈한 라스베이거스의 다섯 개 호텔 중 하나이다. 오슨 웰스의 영화 거짓의 F는 다른 주제들 중에서도 하워드 휴즈의 가짜 전기 스캔들을 다루고 있으며, 억만장자의 데저트 인 저택은 웰스에 의해 묘사된다. 1985년 영화 '잃어버린 미국'에서 줄리 헤거티의 캐릭터 린다 하워드는 커플의 "마지막 저축"을 디저트 인에서 잃어버리고, 이로 인해 알버트 브룩스의 캐릭터 데이비드 하워드가 카지노 매니저 (게리 마샬)에게 돈을 돌려달라고 설득하려는 기억에 남는 장면이 펼쳐진다. 광고 전문가인 데이비드는 카지노의 관대함을 중심으로 한 캠페인을 제안하며, "디저트 인은 마음이 있다... 디저트 인은 마음이 있다."라는 징글로 가득하다. 1993년 영화 시스터 액트 2: 백 투 더 해빗의 오프닝 장면은 호텔의 그랜드 볼룸에서 촬영되었다. 디저트 인은 2001년 영화 러시아워 2에서 마지막으로 상업적으로 사용되었으며, 폭파되기 직전이었다. 이후 아시아풍 카지노 세트인 "레드 드래곤"으로 개조되었다.
호텔은 1978년부터 1981년까지 ABC에서 방영된 TV 쇼 Vega$의 주요 배경으로 사용되었다. 1980년대 에런 스펠링의 소프 오페라 다이너스티는 호텔의 영상과 대통령 스위트의 사용이 포함되었다. 히트 1980년대 NBC TV 시리즈 레밍턴 스틸은 라스베이거스를 배경으로 한 60번째 에피소드를 여관에서 촬영했다. 여관의 외관과 내부는 에피소드 전체에서 정기적으로 표시된다.